# 隅田川橋梁 (東武伊勢崎線)

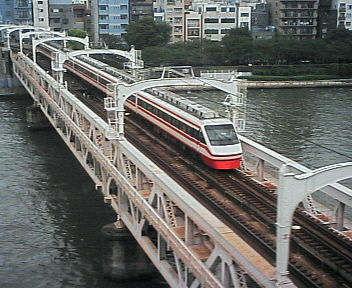
東京都墨田区（隅田川東岸）から。(2005年8月)

隅田川橋梁（すみだがわきょうりょう）は、隅田川に架かる鉄道橋で、東武鉄道伊勢崎線（東武スカイツリーライン）を通している。
形式は中路カンチレバーワーレントラス、鋼材重量910（重量トン）、橋長166メートル（m）の鉄道橋梁である。橋の西岸は浅草エリア（東京都台東区）の花川戸であり、花川戸鉄道橋（はなかわどてつどうきょう）という別名もある。

## 概要
この橋は、東武が浅草駅まで延長するために、隅田川に架けた。隅田川河畔の景観に配慮するためと車窓からの隅田川の眺めを考慮して、高いトラス橋にせず、架線柱に曲線のデザインが取り入れられた。また、計画の際には隅田公園を通る路線が計画されていたが、隅田公園の景観を損なわないよう公園を避けるようにルートの設定がなされた。なお1931年から1943年まで、橋のすぐ東側に隅田公園駅が設けられていた。
デザイン性の高さを物語る逸話として、太平洋戦争後間もなく、進駐軍が東京大学を見学した際、設計者である田中豊が見せた本橋梁の設計図を見て感心し、図面を持っていったという話がある。
なお、浅草駅入線に際する運転の制約上、この橋梁付近での制限速度は15 km/hとなるほか、両渡り線が設置されている。橋梁上の分岐器は工事・保守作業時の危険性が高く、脱線時の二次危険性も高く復旧作業も困難になるため設置されないのが通例であるが、浅草駅寄りの高架区間は急曲線である上に、両渡り線を設置できる長さがないので、やむを得ず設置されているものである。
列車がゆっくりとこの鉄橋を渡る風景は非常に穏やかで、鉄橋の造りも相まって、現在は浅草の情緒を引き立てる役ともなっている。2018年3月28日からは観光・行楽客向けに夜のライトアップが開始され、西岸からは東京スカイツリーと一体の光景が眺められる。なお、後述の「すみだリバーウォーク」の整備に合わせ、2020年に鉄橋の塗色が東京スカイツリーと同じ「スカイツリーホワイト」を基調としたカラーに変更された。

## 諸元
- 構造形式 複線中路カンチレバーワーレントラス（3径間）
- 橋長 166 m（51ｍ+64ｍ+51ｍ）
- 鋼材重量　910ｔ
- 着工 昭和2年
- 竣工 昭和6年5月25日
- 施工主体 東武鉄道
- 橋梁設計 田中豊
- 橋桁製作 横河橋梁製作所

## すみだリバーウォーク

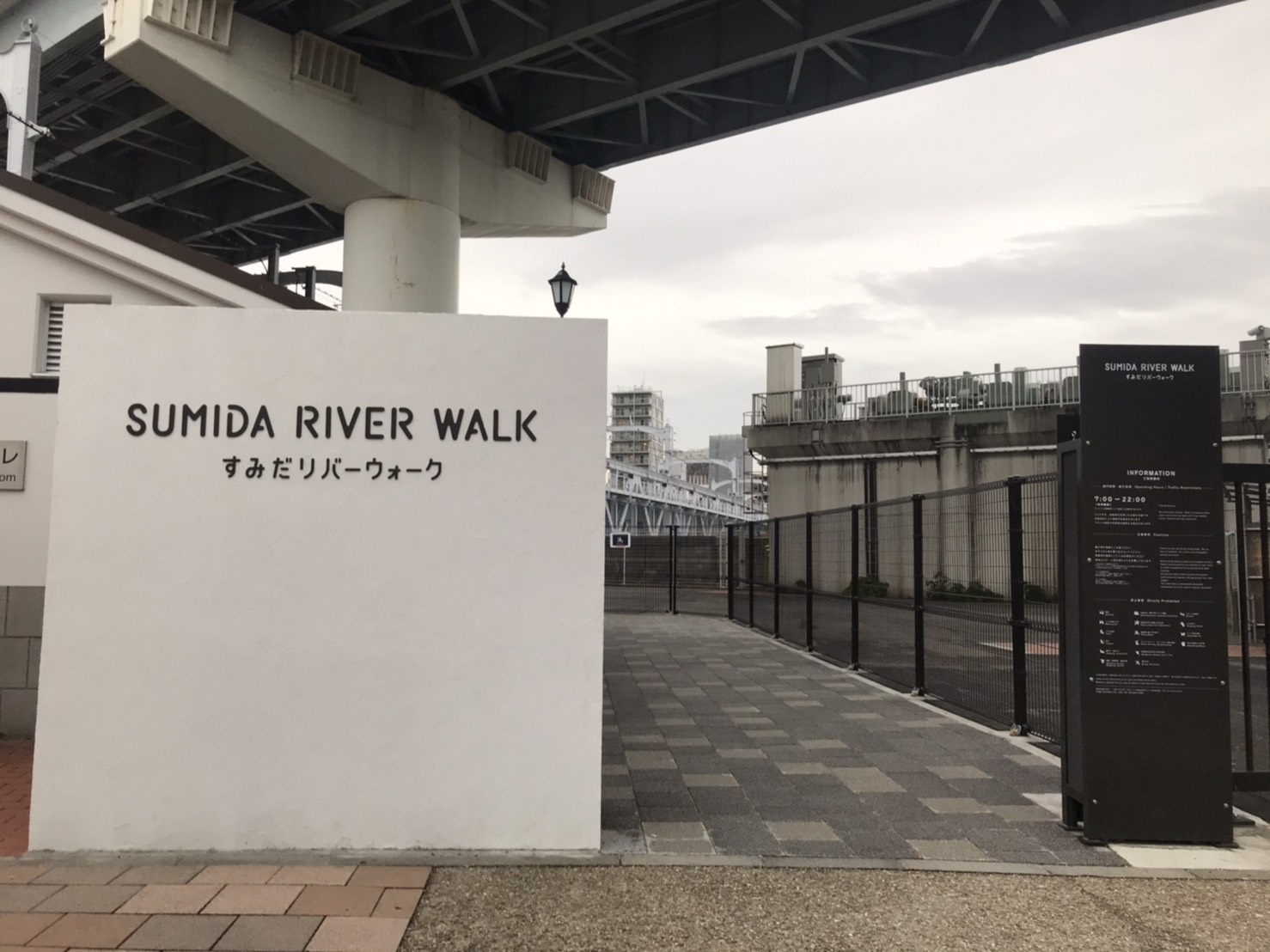
すみだリバーウォークの入り口（東側）

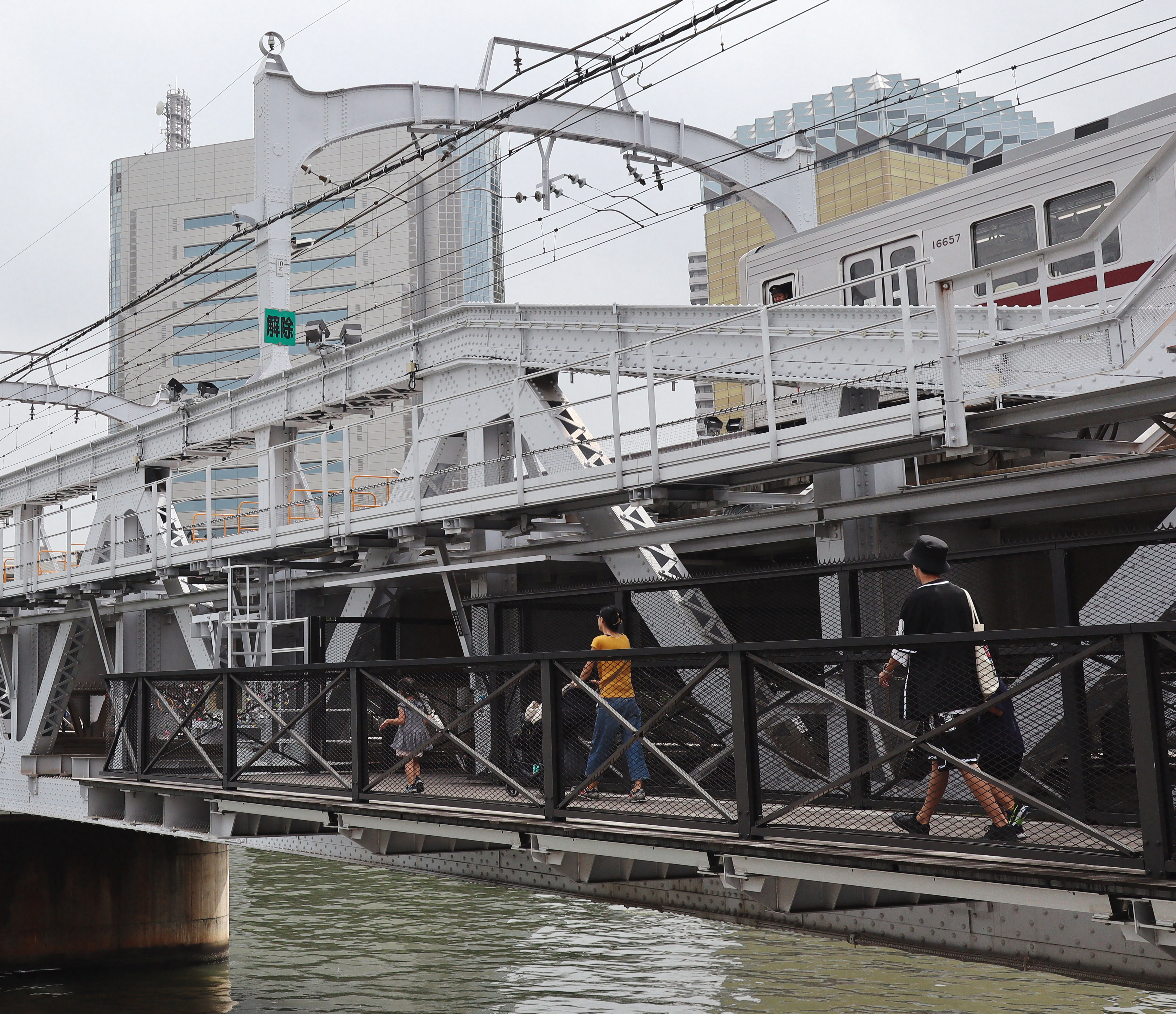
すみだリバーウォークの歩行者

浅草と東京スカイツリータウン間の回遊ルート整備の一環として、隅田川橋梁の下流側（右岸の一部は上流側）に併設する形で歩道橋「すみだリバーウォーク」が架設され、2020年6月18日に開通した（当初は同年4月13日予定だったが、COVID-19の流行により延期）。浅草から「すみだリバーウォーク」を渡り、東武線高架下に新設された商業施設「東京ミズマチ」や東京スカイツリータウンに徒歩で行くことができる。通行は無料で、午前7時から午後10時まで開放されており、自転車も手押しでの通行が可能となっている。

## 隣の橋
- 隅田川

（上流） - 桜橋 - 言問橋 - 隅田川橋梁 - 吾妻橋 - 駒形橋 - （下流）